# Schwaz
Schwaz (německy  ʃvaːt͡s), je okresní město okresu Schwaz v rakouské spolkové zemi Tyrolsko. Nachází se přibližně 30 km východně od Innsbrucku. Žije zde přibližně 14 tisíc obyvatel.

## Historie

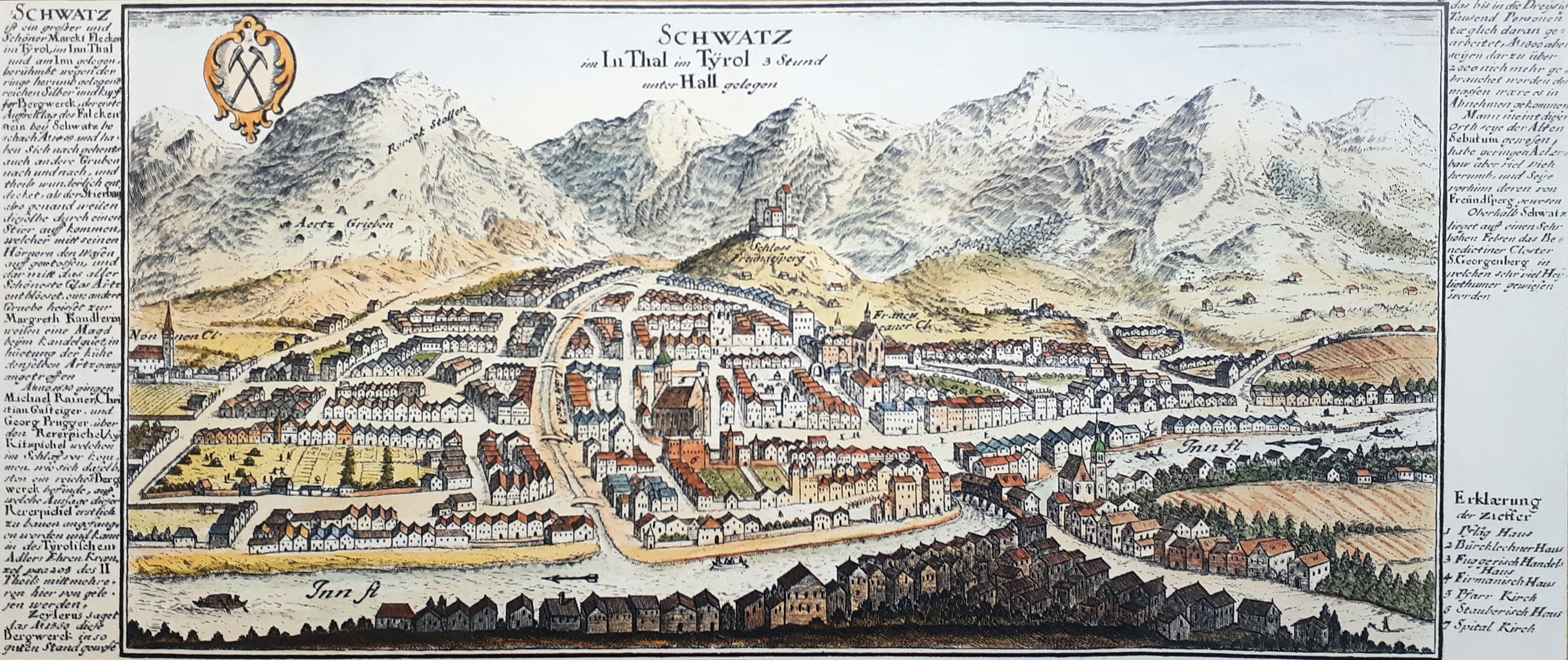
Merianův prospekt Schwazu, 1649

Podle archeologických nálezů existovalo v oblasti Schwazu osídlení již v mladší době kamenné (4000–2000 př. n. l.). V době bronzové byla využívána ložiska měděných rud v horách mezi Schwazem a Kitzbühelem pro výrobu bronzových předmětů. První písemná zmínka o Schwazu z raného středověku jako o sídle jménem "Sûates“ je z roku 930. Roku 1170 si zdejší rodina Freudsbergerů dala postavit obytnou věž, základ pro hrad Freundsberg, dostavěný ve 13. století, ve 14. století překlenul řeku Inn první kamenný most.  
Od 15. století začal obrovský rozvoj města v souvislosti s objevem a těžbou stříbra v této lokalitě, jež se vozilo do mincovny v Hallu. V roce 1420 byly otevřeny stříbrné doly na Falkensteinu a nastal příliv horníků ze Saska i z Čech. Kromě stříbra se nadále těžila měď. Stříbro bylo zdrojem bohatství Habsburků, bankéřů a podnikatelů Fuggerů, Paumgartnerů a dalších. Ve městě působil mj. lékař Paracelsus.
V době největšího rozkvětu v 15. a 16. století patřil Schwaz k nejvýznamnějším hornickým střediskům v Evropě, od roku 1420 do roku 1827 zde bylo vytěženo asi 2000 tun stříbra a 191 000 tun mědi. 
Schwaz byl svými 20 000 obyvatel po Vídni druhým největším městem v habsburské monarchii a brzy přijal Lutherovu reformaci církve..
V roce 1532 zde evangelický minnesänger a básník Hans Sachs (1494–1576) založil mistrovskou pěveckou školu.
S nástupem protireformace po roce 1575 byl kostel proměněn na katolický, evangelíci se mohli vrátit až po tolerančním patentu císaře Josefa II. z roku 1781. 
Roku 1858 byla z Innsbrucku do Schwazu postavena železniční trať s nádražím.

## Památky a kultura
- Katolický farní kostel Nanebevzetí Panny Marie, čtyřlodní halová (sálová) stavba, založená roku 1460, 1502 rozšířená, největší stojící kostel tohoto typu v Tyrolsku; hlavní mariánský oltář je novogotický, postranní oltář sv. Anny má barokní rám,  s pozdně gotickými sochami sv. Anny Samotřetí, sv. Voršily a sv. Alžběty, pravděpodobně od Christopha Schellera z Memmingen; raně barokní kazatelna, na postranním oltáři knapů je gotická socha Panny Marie.
- Katolické farní centrum sv. Barbory (1984/1985)
- Františkánský klášter – komplex pozdně gotických staveb; křížová cesta a gotické nástěnné malby, kostel byl vysvěcen roku 1515.
- Biskupské gymnázium Paulinum z 19. století, zrušeno fašisty.
- Hrad Freundsberg pánů z Frundsbergu, založen nad městem na návrší 170 m n.m. Ve věži je městské muzeum.
- Fuggerův dům z roku 1525,
- Obchodní dům pozdně gotický měšťanský dům s arkádami ve dvoře z let 1500–1509 založili horní podnikatelé Hans a Jörg Stöcklové. Nyní slouží jako radnice.
- Franz-Josef-Straße dříve hlavní třída města, nyní pěší zóna, na konci barokní palác rodiny Tannenberg-Enzenberg.
- Museum der Völker - etnografické muzeum s expozicí kultury zemí Afriky a Asie, budova z roku 2013.
- Stříbrný důl se štolou Sigismunda Fürstelaufa z roku 1491, zpřístupněnou v letech 1989/90, vozíky jezdí s návštěvníky do štoly 800 metrů hluboko.
- Planetárium firmy Carl Zeiss z roku 2001.

### Okolí
- Hrad Freundsberg, ve výšce 675 m n.m., hranolová obytná věž založena roku 1170 pány z Freundsbergu; v roce 1465 hrad zakoupil rakouský arcivévoda Zikmund Habsburský a dal přistavět kapli. Slouží jako muzeum stříbrných dolů.

## Galerie

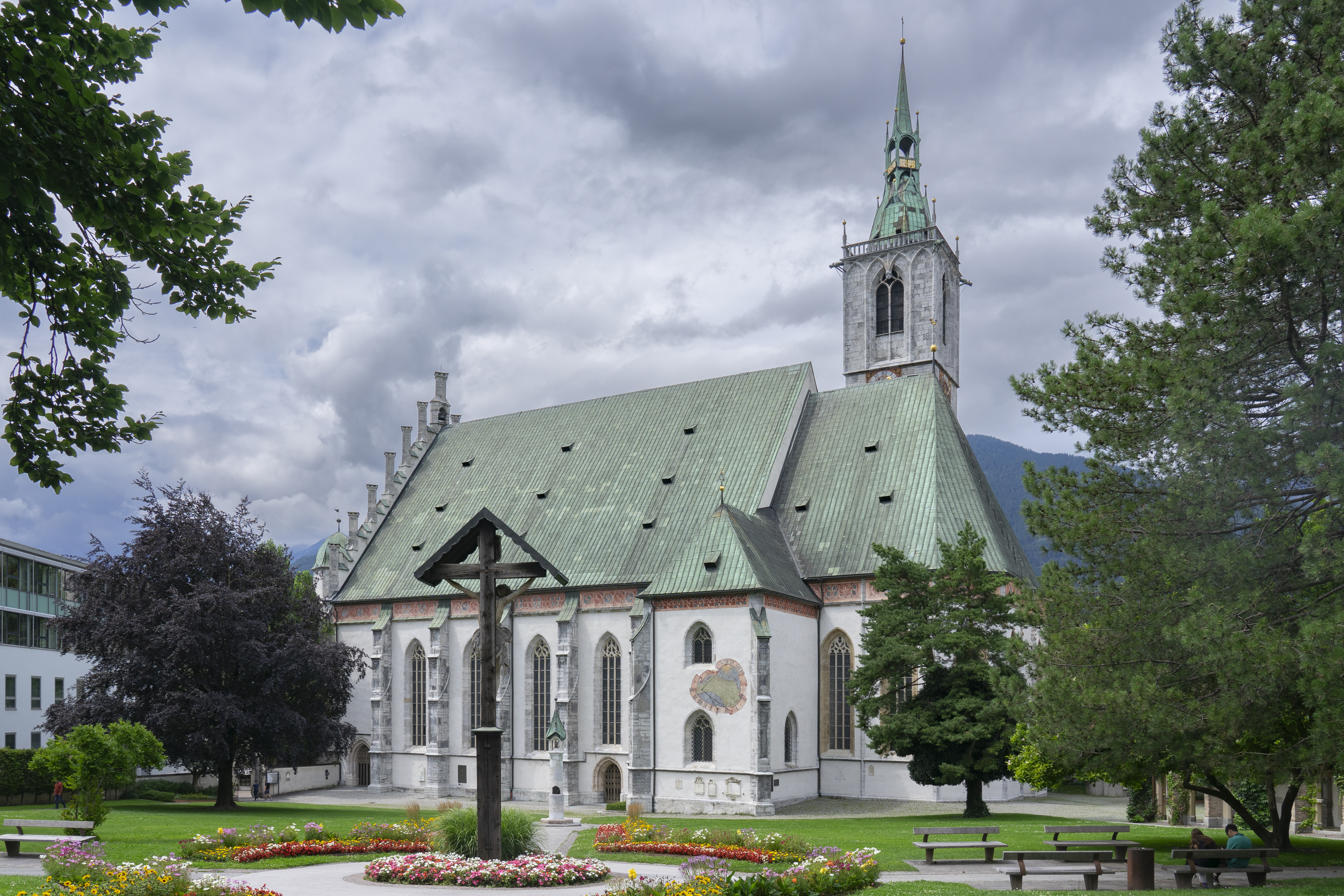
Farní kostel Panny Marie
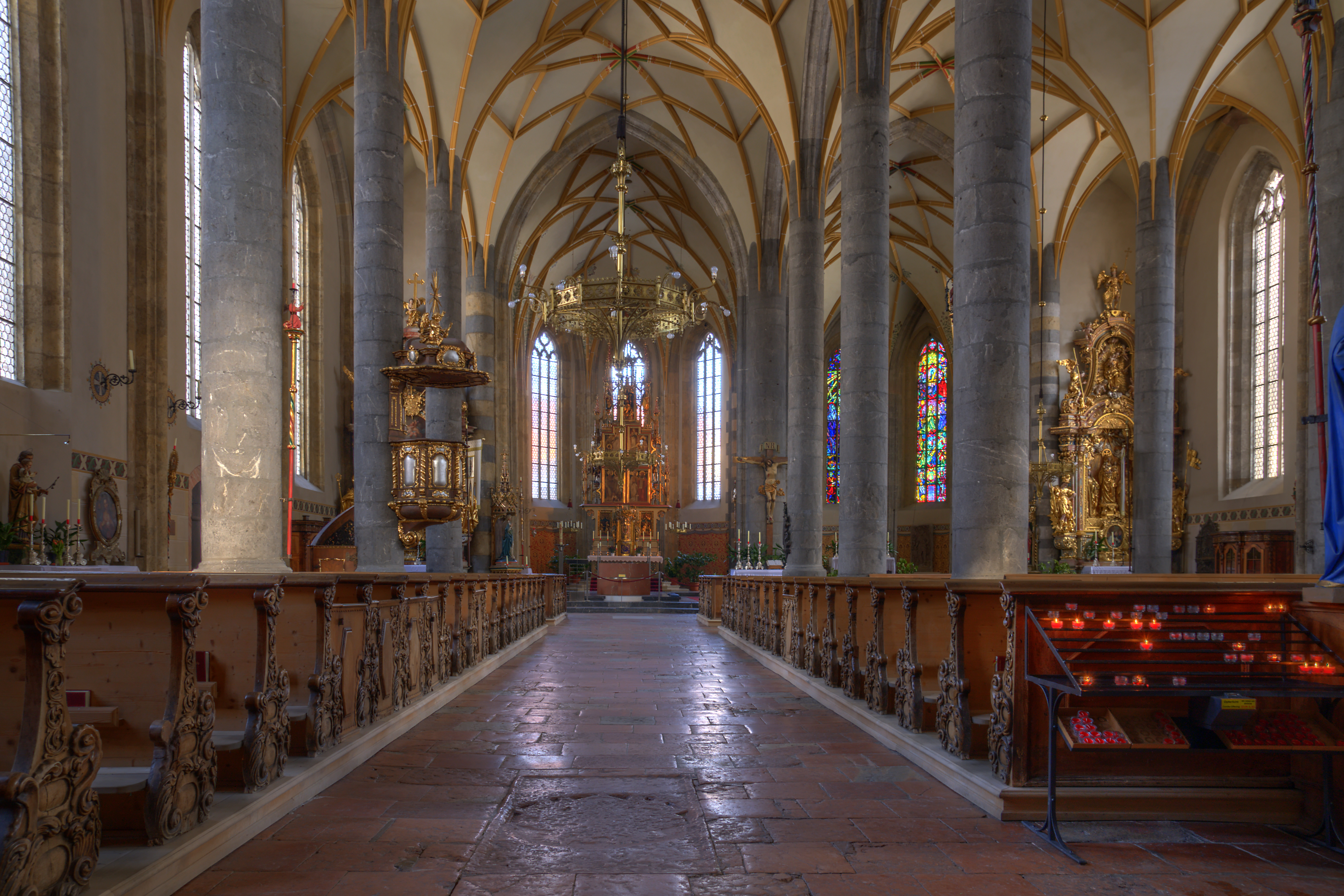
Interiér farního kostela
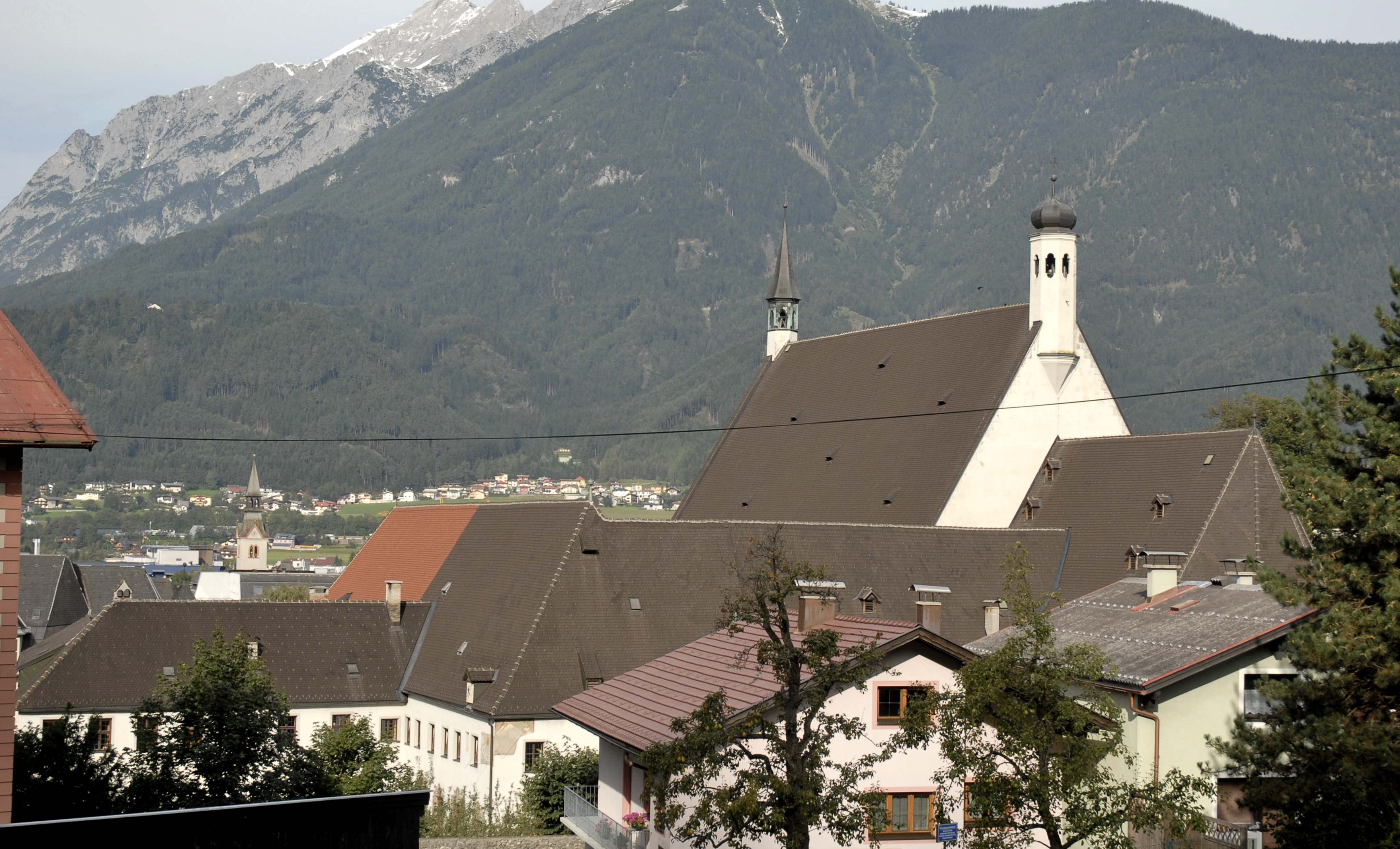
Františkánský klášter
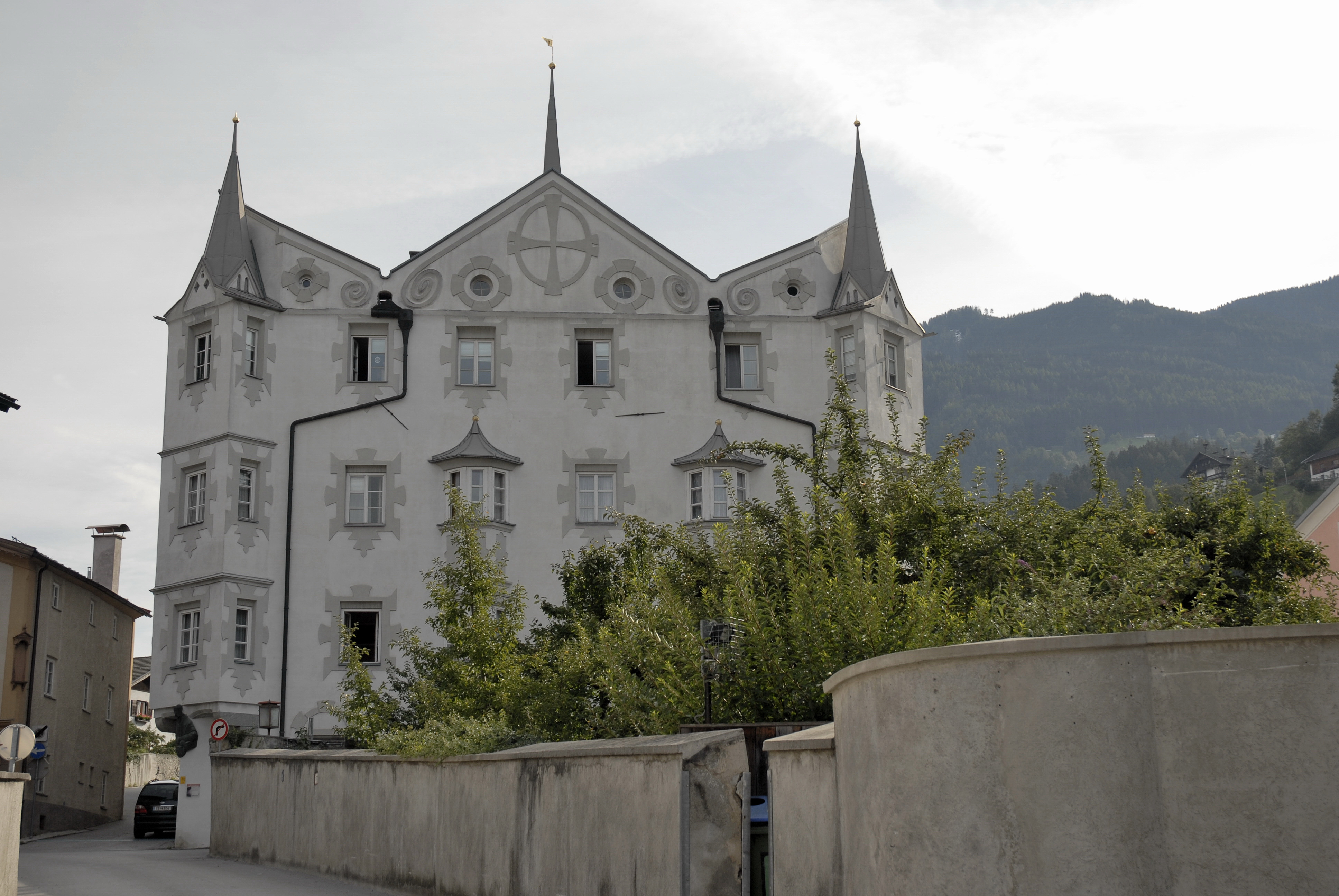
Fuggerův dům
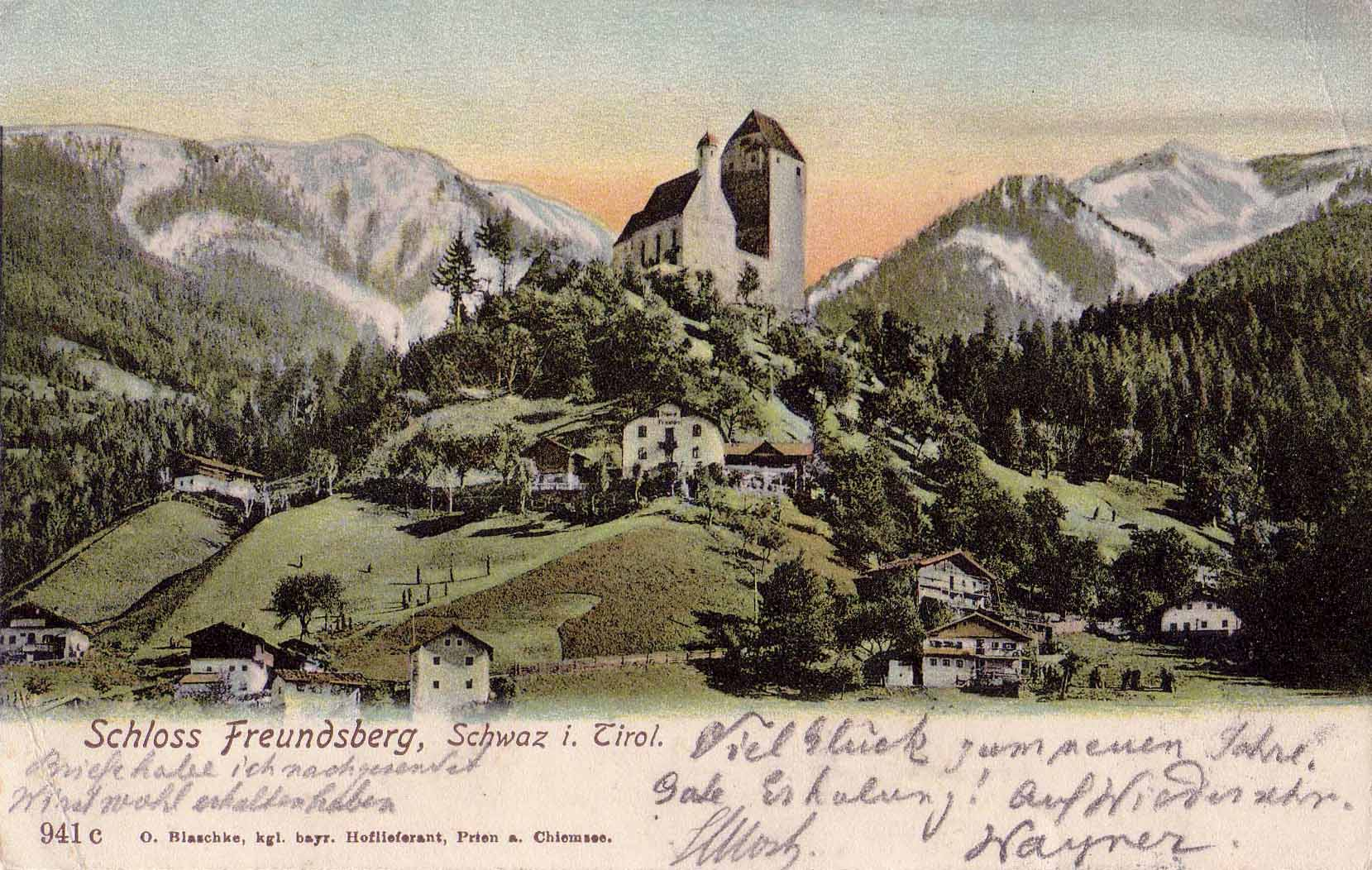
Freundsberg kolem roku 1900
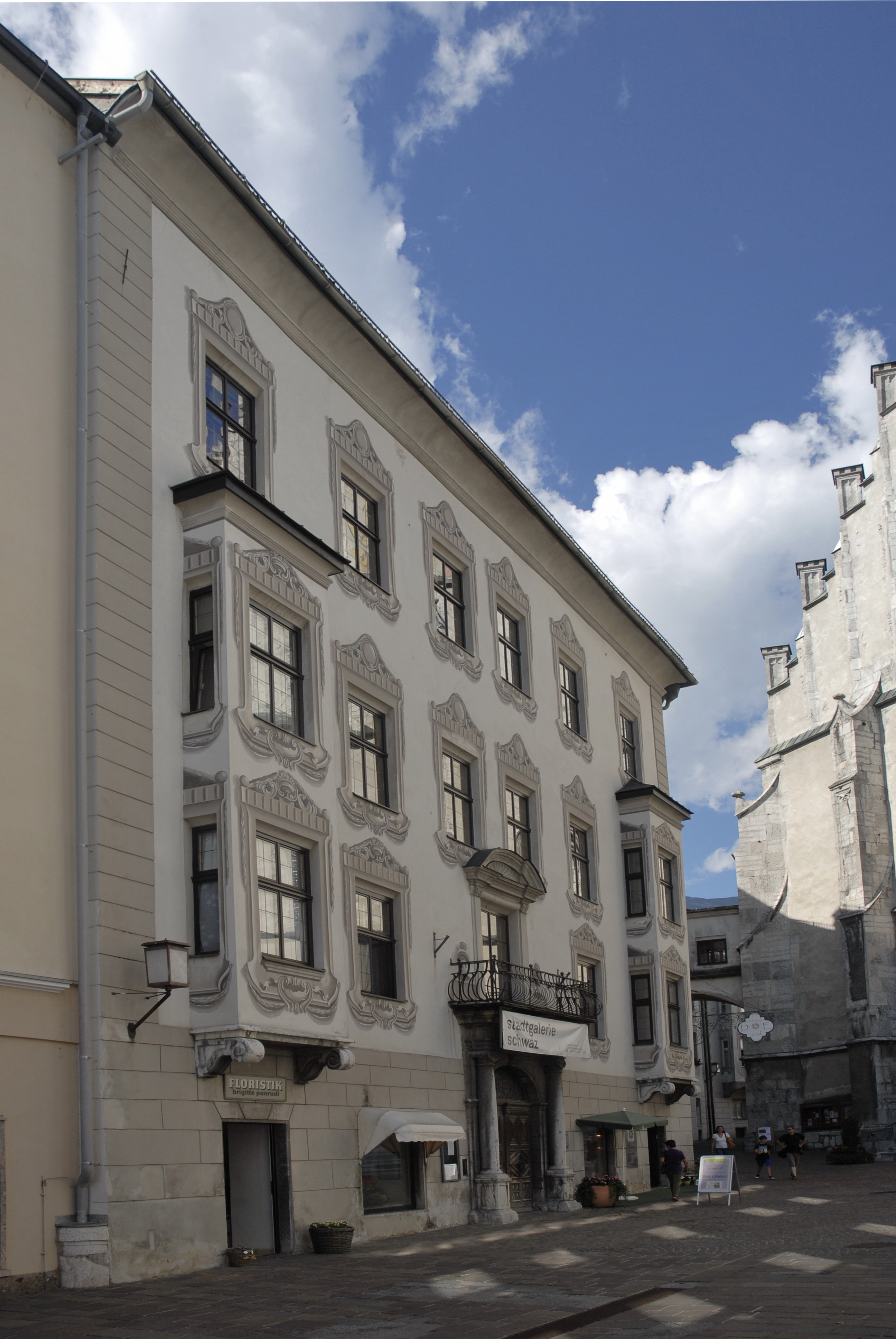
Palác Enzenberg
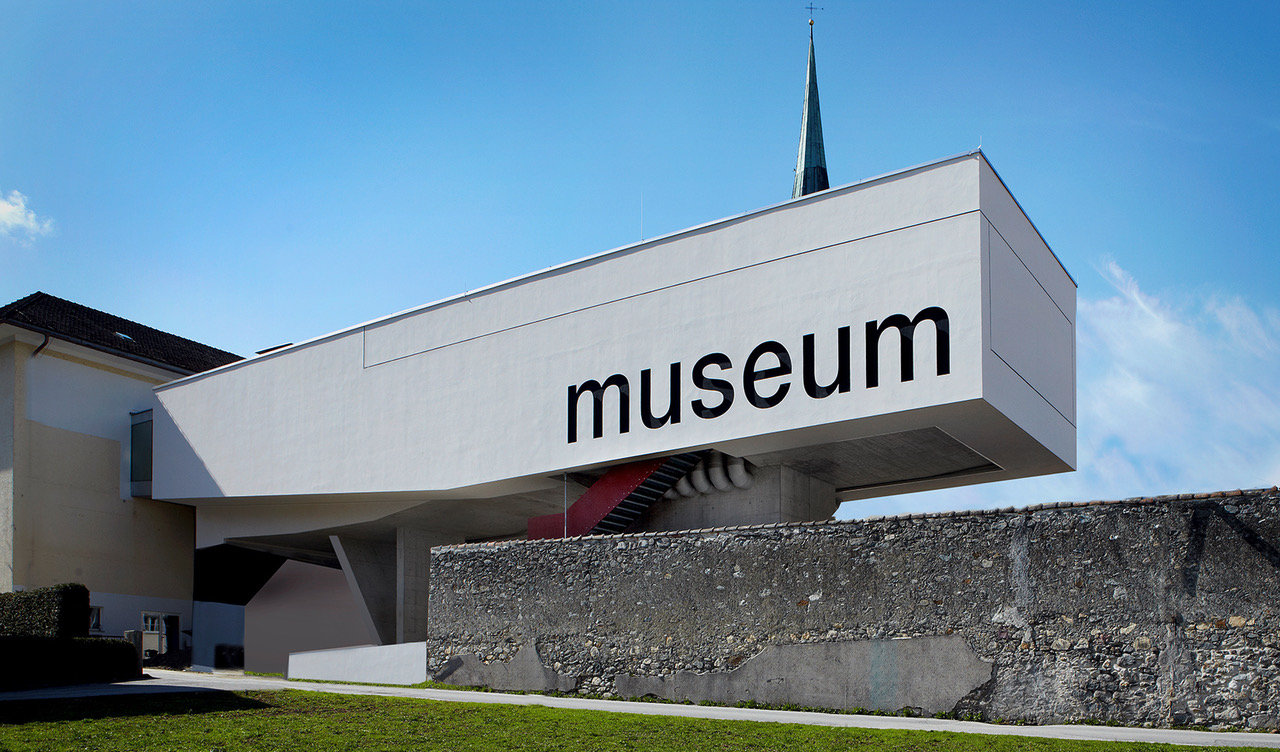
Etnografické muzeum
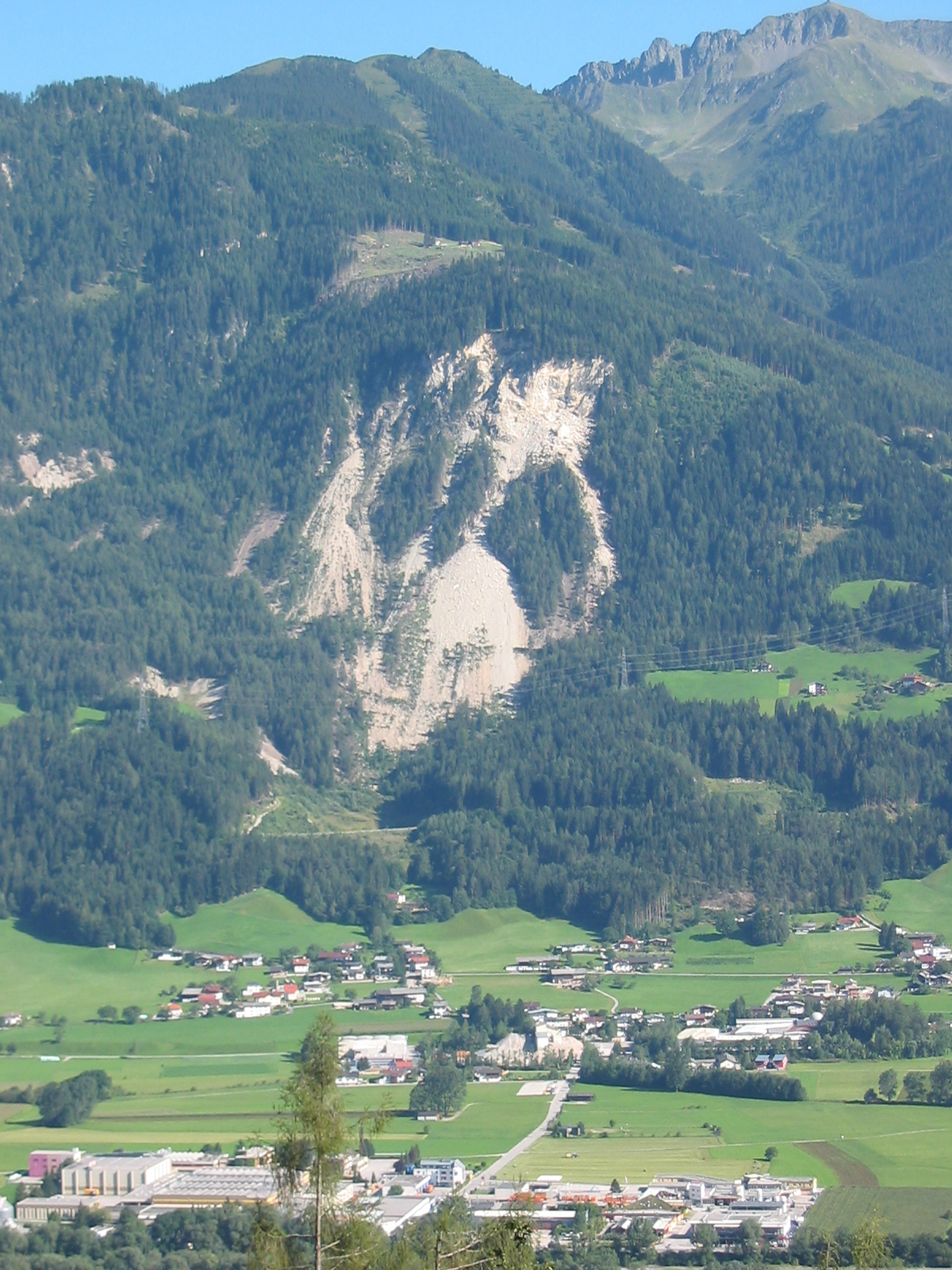
Eibelschrofen nad Schwazem
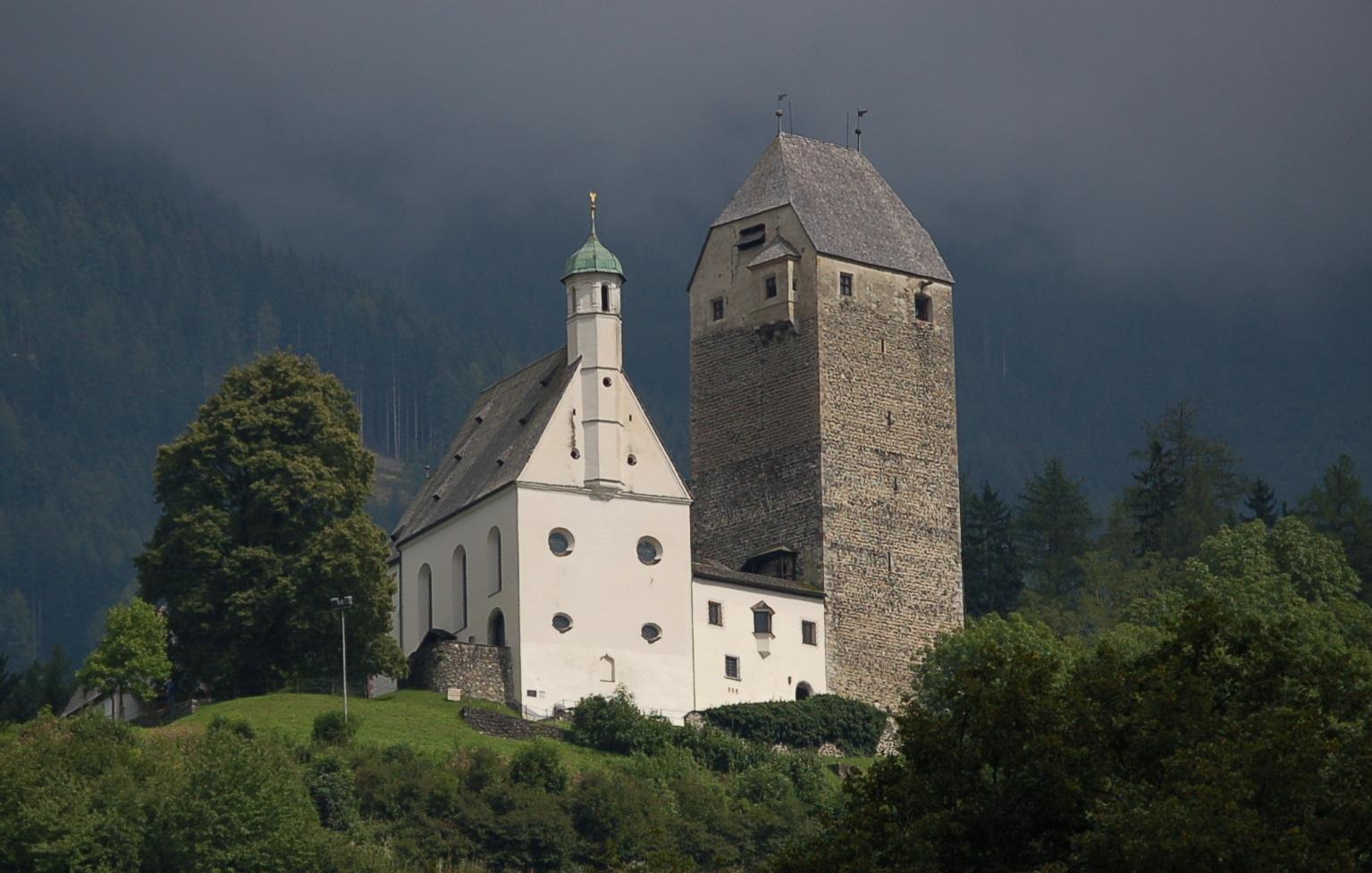
Hrad Freundsberg

## Osobnosti
- Maximilian Joseph von Tarnóczy (1806–1876) – kardinál
- Hannes Aigner (* 1989) – rakouský kajakář

## Partnerská města
- Bourg-de-Péage, Francie [4]
- East Grinstead Velká Británie
- Mindelheim, Německo
- Sant Feliu de Guíxols, Španělsko
- Satu Mare, Rumunsko
- Termeno sulla strada del vino, Itálie
- Trento, Itálie
- Verbania, Itálie